# N-acetil-beta-glukozaminil-glikoprotein 4-beta-N-acetilgalaktozaminiltransferaza
N-acetil-beta-glukozaminil-glikoprotein 4-beta--acetilgalaktozaminiltransferaza (EC 2.4.1.244, beta1,4-N-acetilgalaktozaminiltransferaza III, beta4GalNAc-T3, beta1,4-N-acetilgalaktozaminiltransferaza IV, beta4GalNAc-T4, UDP-N-acetil--galaktozamin:-acetil--glukozaminil-grupa beta-1,4-N-acetilgalaktozaminiltransferaza) je enzim sa sistematskim imenom UDP-N-acetil--galaktozamin:-acetil-beta--glukozaminil-grupa 4-beta--acetilgalaktozaminiltransferaza. Ovaj enzim katalizuje sledeću hemijsku reakciju
UDP--acetil--galaktozamin + N-acetil-beta--glukozaminilna grupa {\displaystyle \rightleftharpoons } UDP + N-acetil-beta-D-galaktozaminil-(1->4)-N-acetil-beta--glukozaminilna grupa
Ljudski enzim može da prenese N-acetil--galaktozamin (GalNAc) na  N-glikanski i O-glikanski supstrat koji ima N-acetil--glukozamin (GlcNAc).

## Literatura
- Nicholas C. Price; Lewis Stevens (1999). Fundamentals of Enzymology: The Cell and Molecular Biology of Catalytic Proteins (Third изд.). USA: Oxford University Press. ISBN 019850229X.
- Eric J. Toone (2006). Advances in Enzymology and Related Areas of Molecular Biology, Protein Evolution (Volume 75 изд.). Wiley-Interscience. ISBN 0471205036.
- Branden C; Tooze J. Introduction to Protein Structure. New York, NY: Garland Publishing. ISBN 0-8153-2305-0.
- Irwin H. Segel. Enzyme Kinetics: Behavior and Analysis of Rapid Equilibrium and Steady-State Enzyme Systems (Book 44 изд.). Wiley Classics Library. ISBN 0471303097.
- William P. Jencks (1987). Catalysis in Chemistry and Enzymology. Dover Publications. ISBN 0486654605.

## Spoljašnje veze
- N-acetyl-beta-glucosaminyl-glycoprotein+4-beta-N-acetylgalactosaminyltransferase на 